# صنایع بوشر
صنایع بوشر (انگلیسی: Bucher Industries) شرکت مهندسی سوئیسی است، که در سال ۱۸۰۷ توسط هاینریش بوخر وایس تأسیس شد.